# 土屋春雄
土屋 春雄（つちや はるお、1945年3月19日 - 2021年4月11日）とは、群馬県出身の日本のレーシングチーム監督・エンジニア。息子はレーシングドライバー・エンジニアの土屋武士。

## 経歴
二輪のモトクロスからモータースポーツの世界に入り、城北ライダース、東名自動車設立などを経て、1971年（昭和46年）7月につちやエンジニアリングを創業。以来、エンジニア・監督として富士フレッシュマンレース（現・富士チャンピオンレース）100勝やSUPER GT・GT300チャンピオンなど数々の功績を収めてきた。
還暦を過ぎても監督兼エンジニアとして活躍し、2016年に息子の土屋武士と共にGT300クラスチャンピオンとなるが、そのわずか9日後に口腔底癌により入院し、レースの一線からは一旦退いていた。
2021年4月11日自宅にて死去。76歳没。

## 人物
- 城北ライダースに入るためにチームにおしかけ、チームのトラックに2日間寝ていた[3]。
- マシン開発に極めて古典的な手法を用いており、デジタルより職人の感性を重視するため、現代マシンでは一般的なデータロガーをほとんど搭載しない。その真骨頂は武士いわく「徹底した軽量化と重量物の中央への集中」にあるという[4]。またホームセンターで買えるような安価な部品を可能な限り用いることでも知られており、例えば1999年にチャンピオンを獲得したMR-2のブレーキペダルはおろし金であったという[5]。
- 趣味はパラグライダー。
- 現apr代表取締役社長の金曽祐人は1999年の1年間のみだが土屋に弟子入りし、彼の車作りを学んだ[6]。